# Lilo TV
Lilo TV ist ein deutscher, frei empfangbarer Fernsehsender der Zielgruppe 50+, der größtenteils Telenovelas und Kochsendungen zeigt.

## Programm
Aktuelle Sendungen
- Teleshopping
- Echt lecker!
- Peter Steiners Theaterstadl
- Verbotene Liebe („Classics“)
- Sophie – Braut wider Willen
- Alle zusammen – jeder für sich
- Der Pfundskerl
- So schmeckt die Welt

Ehemalige Sendungen
- cult@thecity
- echt trierisch
- ICF – So wirst du gesund
- Antworten mit Bayless Conley
- Erlebt TV
- Das Große Wunschkonzert

## Empfang
Lilo TV ist seit dem 19. Dezember 2020 über den Satelliten Astra 19,2 Ost empfangbar und löst somit den Fernsehsender Volksmusik TV auf anderen Frequenzen ab. Vom 27. Dezember 2023 bis zum 2. Januar 2025 sendete Lilo TV auf 12633/H/22000. LiloTV stellte am 2. Januar 2025 die Verbreitung auf Satellit ein.
Lilo TV sendete neben Astra auch in vielen traditionellen Kabel-TV-Netzen, sowie über Zattoo, MagentaTV (seit 24. März 2025) und über den Aggregator Ocilion in vielen IPTV-Netzen, darunter M-Net oder EWE.